# Prêmio Nobel
Prêmio Nobel (português brasileiro) ou Prémio Nobel (português europeu) (em sueco:  Nobelpriset; em norueguês:  Nobelprisen) é um conjunto de seis prêmios internacionais anuais concedidos em várias categorias por instituições suecas e norueguesas, para reconhecer pessoas ou instituições que realizaram pesquisas, descobertas ou contribuições notáveis para a humanidade no ano imediatamente anterior ou no curso de suas atividades. O último desejo do cientista sueco Alfred Nobel estabeleceu os prêmios em 1895. Os prêmios em Química, Literatura, Paz, Física e Fisiologia ou Medicina foram concedidos pela primeira vez em 1901. Em 1968, o Sveriges Riksbank (Banco Central da Suécia) estabeleceu o Prêmio de Ciências Econômicas em Memória de Alfred Nobel, que, embora não seja um Prêmio Nobel, tem sido comumente conhecido como o Prêmio Nobel de Economia. O Prêmio Nobel é amplamente considerado como o mais prestigiado prêmio disponível nas áreas de literatura, medicina, física, química, economia e ativismo pela paz.
A Academia Real das Ciências da Suécia concede o Prêmio Nobel de Física, o Prêmio Nobel de Química e o Prêmio de Ciências Econômicas em Memória de Alfred Nobel; a Assembleia do Nobel do Instituto Karolinska concede o Prêmio Nobel de Fisiologia ou Medicina; a Academia Sueca concede o Prêmio Nobel de Literatura; e o Prêmio Nobel da Paz não é concedido por uma organização sueca, mas pelo Comitê Norueguês do Nobel. Entre 1901 e 2021, o Prêmio Nobel e o Prêmio de Ciências Económicas em Memória de Alfred Nobel foram concedidos 609 vezes a 975 pessoas e organizações. Com algumas pessoas recebendo o Nobel mais de uma vez, isso perfaz um total de 943 indivíduos e 25 organizações.
As cerimônias de premiação acontecem anualmente em Estocolmo, na Suécia (com exceção do prêmio da paz, que acontece em Oslo, na Noruega). Cada recebedor ou laureado recebe uma medalha de ouro, um diploma e uma quantia em dinheiro que é decidida pela Fundação Nobel (o prêmio equivalia a 1,1 milhão de dólares em 2017). Medalhas feitas antes de 1980 foram feitas em ouro de 23 quilates e depois em ouro verde (também conhecido como electrum, é uma liga de ouro e prata, com vestígios de cobre) de 18 quilates com revestimento de ouro 24 quilates.
O prêmio não é concedido postumamente; no entanto, se uma pessoa receber um prêmio e morrer antes de recebê-lo, o prêmio ainda poderá ser apresentado. Embora o número médio de laureados por prêmio tenha aumentado substancialmente durante o século XX, um prêmio não pode ser dividido entre mais de três pessoas, embora o Prêmio Nobel da Paz possa ser concedido a organizações de mais de três pessoas.

## História

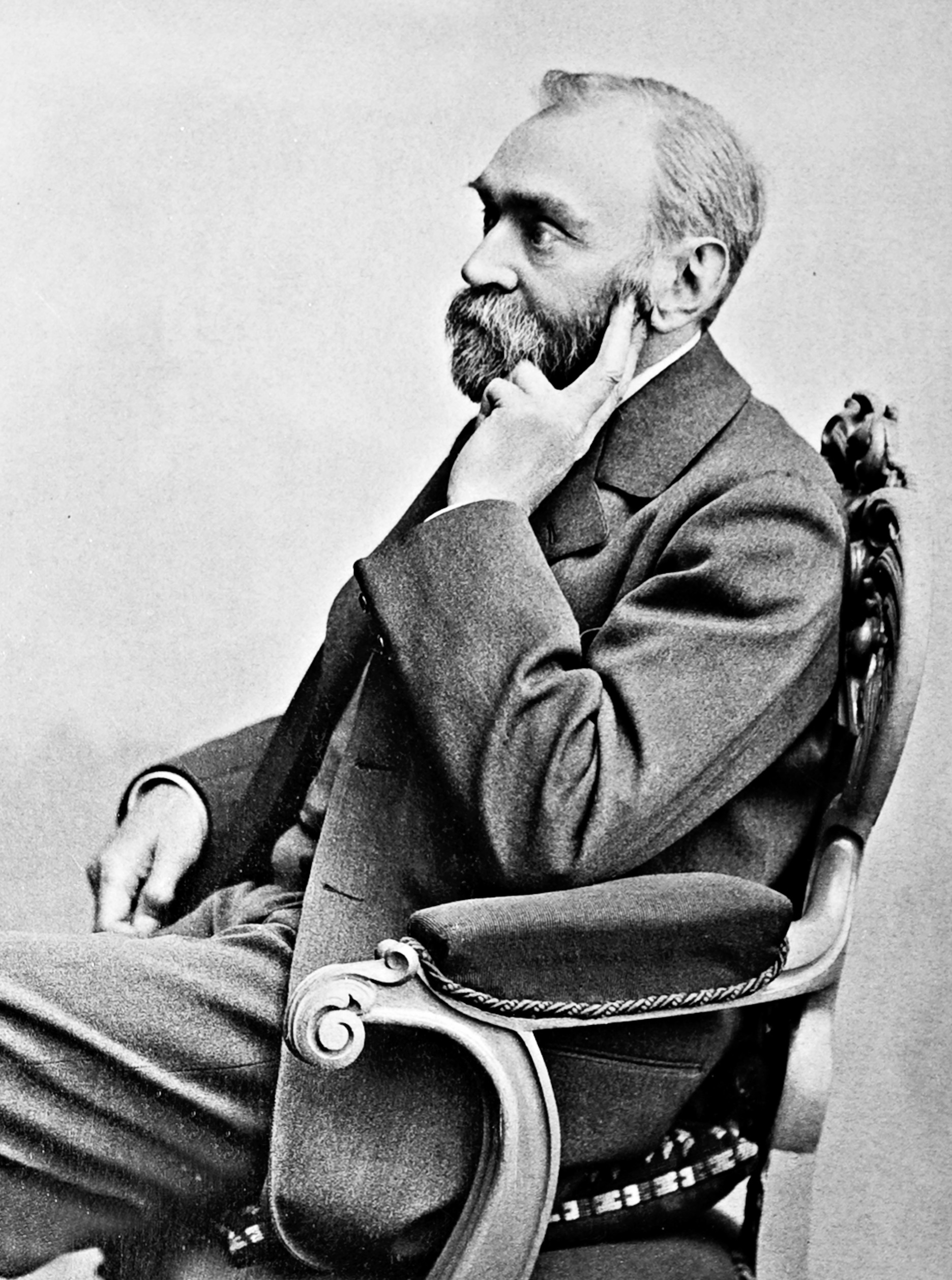
Alfred Nobel (1833-1896)

Alfred Nobel nasceu em 21 de outubro de 1833 em Estocolmo, na Suécia, em uma família de engenheiros. Ele era químico, engenheiro e inventor. Em 1894, ele comprou a Bofors, uma empresa siderúrgica de ferro e aço, que se tornou uma grande fabricante de armas. Nobel também inventou o ballistite, que foi o precursor de muitos outros explosivos militares sem fumaça, especialmente o cordite, e acabaria acumulando uma fortuna durante sua vida graças às suas 355 invenções, entre as quais a dinamite, a mais famosa. No entanto, também arrastou a sensação de culpa pelo mal que suas invenções poderiam ter causado aos homens.
Em 1888, Nobel ficou surpreso ao ler seu próprio obituário, intitulado "O mercador da morte morreu", em um jornal francês. Como foi seu irmão Ludvig quem realmente morreu, o obituário foi publicado por engano oito anos antes da morte de Alfred Nobel. O artigo desconcertou Nobel e o deixou apreensivo sobre como ele seria lembrado. Isso o inspirou a mudar sua vontade. Em 10 de dezembro de 1896, Alfred Nobel morreu em sua vila em San Remo, na Itália, devido a uma hemorragia cerebral. Ele tinha 63 anos.
Nobel escreveu vários testamentos em vida; o último pouco mais de um ano antes de sua morte, que ele assinou em 27 de novembro de 1895 no Clube Sueco-Norueguês de Paris. Para surpresa de todos, o último testamento de Nobel especificou que sua fortuna seria usada para criar uma série de prêmios para aqueles que realizam "o maior benefício para a humanidade" nas áreas de física, química, fisiologia ou medicina, literatura e paz:
'A totalidade do que resta da minha fortuna será organizada da seguinte forma: o capital, investido em valores seguros por meus testadores, constituirá um fundo cuja participação será distribuída a cada ano na forma de prêmios entre aqueles que durante o ano anterior fizeram o maior benefício para a humanidade. Esse interesse será dividido em cinco partes iguais, que serão distribuídas da seguinte forma: uma parte para a pessoa que fez a descoberta ou a invenção mais importante dentro do campo da física; uma parte para a pessoa que fez a descoberta ou melhoria mais importante em química; uma parte para a pessoa que fez a descoberta mais importante dentro do campo da fisiologia ou medicina; uma parte para a pessoa que produziu o trabalho mais notável de tendência idealista dentro do campo da literatura, e uma parte para a pessoa que trabalhou mais ou melhor em favor da fraternidade entre as nações, a abolição ou redução de exércitos existente e para a celebração e promoção de congressos pela paz. Os prêmios de física e química serão concedidos pela Academia Sueca de Ciências, Fisiologia e Medicina serão concedidos pelo Instituto Karolinska em Estocolmo; o de literatura, pela Academia de Estocolmo, e a dos defensores da paz, por uma comissão formada por cinco pessoas escolhidas pelo norueguês Storting. É meu desejo expresso que, ao conceder estes prêmios, a nacionalidade dos candidatos não seja levada em consideração, mas que aqueles que recebem o prêmio, sejam escandinavos ou não, sejam os mais merecedores.— Trecho do testamento de Alfred Nobel
Alfred Nobel legou assim 94% de seus ativos totais, 31 milhões de coroas suecas, para estabelecer os cinco prêmios. A fim de tomar conta da fortuna e organizar a entrega dos prêmios, seus executores Ragnar Sohlman e Rudolf Lilljequist formaram a Fundação Nobel.
As instruções de Nobel nomearam um comitê norueguês do Nobel para conceder o Prêmio da Paz, cujos membros foram nomeados logo após a aprovação do testamento em abril de 1897. Logo depois, as outras organizações premiadas foram designadas ou estabelecidas. Estes foram o Instituto Karolinska em 7 de junho, a Academia Sueca em 9 de junho, e a Academia Real das Ciências da Suécia em 11 de junho. A Fundação Nobel chegou a um acordo sobre as diretrizes de como os prêmios deveriam ser concedidos; e, em 1900, os estatutos recém-criados da Fundação Nobel foram promulgados pelo Rei Oscar II. Em 1905, a união pessoal entre a Suécia e a Noruega foi dissolvida.

## Fundação Nobel

### Formação da fundação

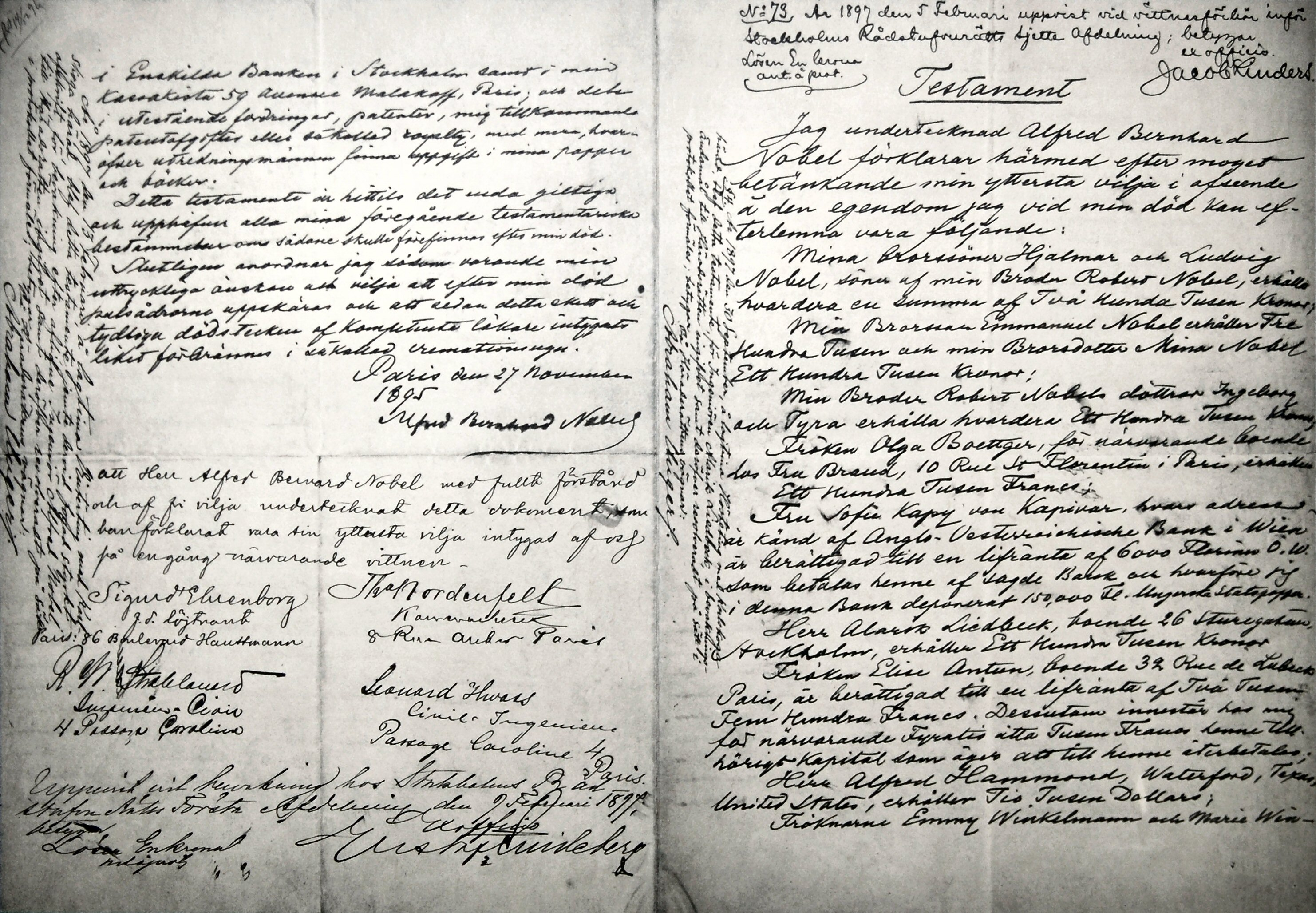
O testamento de Alfred Nobel declarou que 94% de seus rendimentos totais deveriam ser usados para criar os Prêmios Nobel.

No século XIX, a família Nobel, conhecida por suas inovações na indústria petrolífera do Azerbaijão, era a principal representante do capital estrangeiro em Baku. Robert Nobel foi o primeiro investidor estrangeiro no setor de petróleo em Baku. Em 1875, Robert Nobel comprou uma pequena refinaria para Baku, assim a fundação da "Companhia Nobel Brothers" que foi nacionalizada pelo Conselho de Comissários do Povo de Baku em 1918 foi lançada. Em 1920, a empresa foi nacionalizada pelo governo da República Socialista Soviética do Azerbaijão.
De acordo com o testamento de Alfred Nobel lido em Estocolmo em 30 de dezembro de 1896, uma fundação estabelecida por Alfred Nobel recompensaria aqueles que servem à humanidade. O Prêmio Nobel foi financiado pela fortuna pessoal de Alfred Nobel. Segundo as fontes oficiais, Alfred Nobel legou das ações 94% de sua fortuna à Fundação Nobel que agora forma a base econômica do Prêmio Nobel.
A Fundação Nobel foi instituída como uma organização privada em 29 de junho de 1900; Sua função é gerenciar as finanças e a administração dos prêmios. Em consonância com a vontade de Alfred Nobel, a principal tarefa da Fundação é a gestão da fortuna que ele próprio legou. Alfred Nobel e seu irmão Robert estavam envolvidos no negócio de petróleo no Azerbaijão e, de acordo com o historiador sueco E. Bargengren, que acessou os arquivos da família Nobel, a decisão de permitir a retirada de seus fundos em Baku foi fundamental para que os prêmios pudessem ser estabelecidos.
Outra tarefa importante realizada pela Fundação Nobel é a promoção internacional de prêmios e a supervisão da administração informal relacionada a eles. A Fundação não se envolve no processo de seleção dos vencedores, mas, de certa forma, é semelhante a uma empresa de investimentos, que investe o patrimônio de Alfred Nobel com o objetivo de criar uma base sólida de financiamento para os prêmios e atividades administrativas. Desde 1946, está isenta de todos os impostos na Suécia e, desde 1953, dos impostos sobre investimentos nos Estados Unidos. Desde os anos 80 do século XX, os investimentos da Fundação Nobel geraram maiores benefícios e, em 2007, seus ativos atingiram 3628 milhões de coroas suecas (o equivalente a cerca de 560 milhões de dólares).
De acordo com os estatutos, a Fundação é constituída por um conselho de cinco cidadãos suecos ou noruegueses, com sede em Estocolmo. O Presidente do Conselho é nomeado pelo monarca da Suécia no Conselho, com os outros quatro membros nomeados pelos curadores das instituições premiadas. Um diretor executivo é escolhido entre os membros do conselho, um vice-diretor é nomeado pelo rei no Conselho e dois deputados são nomeados pelos curadores. No entanto, desde 1995, todos os membros do conselho foram escolhidos pelos curadores, e o Diretor Executivo e o Diretor Adjunto nomeados pelo próprio conselho. Além do conselho, a Fundação Nobel é formada pelas instituições premiadoras (Academia Real das Ciências da Suécia, Assembleia do Nobel no Instituto Karolinska, Academia Sueca e Comitê Norueguês do Nobel), os curadores dessas instituições, e auditores.

#### Capital e custos da Fundação
O capital da Fundação Nobel hoje é de cinquenta por cento em ações, vinte porcento em obrigações e trinta porcento em outros investimentos (como por exemplo, planos de cobertura ou imóveis). A distribuição pode variar cerca de dez porcento. No início de 2008, sessenta e quatro porcento dos fundos foram investidos, principalmente, em ações americanas e europeias, vinte porcento em obrigações e mais doze porcento em imóveis e planos de cobertura.
Em 2011, o total de custos anuais foi de, aproximadamente, cento e vinte milhões de coroas, com 50 milhões como dinheiro destinado às premiações. Custos adicionais para pagar instituições e pessoas envolvidas na entrega das premiações foram de 27.4 milhões de coroas. Os eventos que ocorreram durante a semana do Nobel em Estocolmo e Oslo custaram 20,2 milhões de coroas. A administração, o simpósio do Nobel e questões similares custaram 22,4 milhões de coroas. O custo de 16,5 milhões de coroas do Prêmio de Ciências Econômicas é pago pelo Sveriges Riksbank.

### Primeira premiação
Depois que a Fundação Nobel e suas diretrizes foram estabelecidas, os comitês do Nobel começaram a coletar indicações para os prêmios inaugurais e enviaram uma lista de candidatos preliminares às instituições que concederiam os prêmios. Originalmente, o Comitê Norueguês do Nobel nomeou figuras proeminentes como Jørgen Løvland, Bjørnstjerne Bjørnson e Johannes Steen para dar credibilidade ao Prêmio Nobel da Paz. Ele finalmente concedeu o prêmio a duas figuras destacadas do crescente movimento pela paz no final do século XIX: Frédéric Passy, cofundador da União Interparlamentar, e Henry Dunant, fundador do Comitê Internacional da Cruz Vermelha.
O comitê encarregado do Prêmio Nobel de Física citou o trabalho de Philipp Lenard sobre os raios catódicos e a descoberta de raios X por Wilhelm Röntgen, que foi finalmente selecionado pela Academia Real de Ciências. No caso do prêmio de Química, nas últimas décadas do século XIX, os químicos haviam feito muitas contribuições significativas, de modo que a Academia "se deparou principalmente com o simples fato de decidir a ordem em que o prêmio deveria ser concedido a esses cientistas. A academia recebeu 20 indicações, 11 das quais propuseram para Jacobus Henricus van 't Hoff, que finalmente recebeu o prêmio por suas contribuições para a termodinâmica química.
A Academia Sueca escolheu o poeta Sully Prudhomme para receber o primeiro Prêmio Nobel de Literatura. Um grupo que incluiu 42 escritores suecos, artistas e críticos literários protestou contra essa decisão, porque eles esperavam que Leon Tolstoy fosse o agraciado. Alguns, incluindo o historiador Burton Feldman, criticaram este prêmio por considerar Prudhomme um poeta medíocre. A explicação de Feldman é que a maioria dos membros da Academia preferia a literatura vitoriana, e é por isso que eles selecionaram um poeta vitoriano. O prêmio em Fisiologia ou Medicina, por sua vez, foi para o fisiologista e microbiologista, Emil Adolf von Behring, que durante a década de 1890 desenvolveu uma antitoxina para tratar a difteria, que até então causava milhares de mortes a cada ano.

### Durante a Segunda Guerra Mundial
Em 1938 e 1939, o Terceiro Reich de Adolf Hitler proibiu três laureados da Alemanha Nazista (Richard Kuhn, Adolf Friedrich Johann Butenandt e Gerhard Domagk) de aceitarem os seus prêmios. Cada um, mais tarde, recebeu o diploma e a medalha. Mesmo tendo sido a Suécia oficialmente neutra durante a Segunda Guerra Mundial, os prêmios foram concedidos irregularmente. Em 1939, não houve premiado com o Nobel da Paz. Nenhum prêmio foi atribuído em qualquer categoria de 1940-42, devido à ocupação da Noruega pela Alemanha. No ano subsequente, todos os prêmios foram concedidos exceto os prêmios de literatura e paz.
Durante a ocupação da Noruega, três membros do Comitê Nobel norueguês fugiram para o exílio. Os membros restantes escaparam da perseguição dos alemães, quando a Fundação Nobel afirmou que o edifício do Comitê em Oslo era propriedade sueca. Assim, tornou-se um refúgio seguro porque os alemães não estavam em guerra com a Suécia. Esses membros continuaram o trabalho do Comitê, mas não atribuíram quaisquer prêmios. Em 1944, a Fundação Nobel, juntamente com três membros no exílio, certificou-se que as nomeações foram enviadas para o Nobel da Paz e que o prêmio poderia ser concedido mais uma vez.

### Prêmio em Ciências Econômicas
Por ocasião do seu terceiro centenário, o Sveriges Riksbank, o banco central sueco, doou em 1968 uma importante quantia em dinheiro à Fundação Nobel para ser usada na criação de um prêmio em homenagem a Alfred Nobel, o Prêmio de Ciências Econômicas, que foi entregue pela primeira vez no ano seguinte a Jan Tinbergen e Ragnar Frisch "por ter desenvolvido e aplicado modelos dinâmicos para a análise de processos econômicos". Desde então, a Academia Real de Ciências da Suécia foi responsável pela seleção dos vencedores. Embora não seja realmente um Prêmio Nobel, ele está intimamente identificado com esses prêmios; Na verdade, os vencedores são anunciados juntamente com os vencedores do Prêmio Nobel, e o prêmio é entregue na mesma cerimônia do Prêmio Nobel na Suécia. Após isso, o Conselho de Diretores da Fundação Nobel decidiu que após a incorporação, não seria permitida a criação de novos prêmios adicionais.

## Processo de premiação

### Nomeações
Normalmente no mês de setembro do ano anterior ao da entrega dos prêmios, formulários de nomeação são enviados pelo comitê do Nobel para aproximadamente três mil indivíduos, que são acadêmicos proeminentes cujo trabalho se dá em uma área relevante do conhecimento. Com relação ao Nobel da Paz, formulários também são enviados para governos, antigos ganhadores do prêmio, e para os antigos ou atuais membros do Comitê Norueguês. O prazo final para o retorno dos formulários se encerra em 31 de janeiro do ano da entrega dos prêmios. O comitê do Nobel seleciona cerca de trezentos potenciais candidatos desses formulários e alguns nomes adicionais. Os indicados não são revelados publicamente e nem são informados de que foram considerados para o prêmio. As nomeações e o conteúdo das deliberações são mantidos em segredo durante 50 anos.

### Seleção
Para a seleção dos candidatos, o comitê do Nobel prepara um relatório refletindo o aconselhamento de peritos nos campos relevantes. O relatório e a lista de candidatos preliminares são enviados para as instituições que entregam os prêmios. Os membros das instituições se reúnem para escolher o laureado ou laureados em cada área por votação majoritária. A decisão deles, que não pode ser recorrida, é anunciada imediatamente após a votação. Uma quantidade máxima de três laureados e dois trabalhos diferentes pode ser selecionada em cada prêmio. Exceto no Nobel da Paz, que pode ser entregue a instituições, os prêmios podem ser dados apenas a indivíduos.

### Nomeações póstumas
O prêmio não pode ser entregue postumamente desde 1974. Anteriormente, o prêmio Nobel de literatura laureou em 1931 o antigo Secretário Perpétuo da Academia Sueca, Erik Axel Karlfeldt, que morreu seis meses antes do anúncio oficial do vencedor. O prêmio Nobel da paz, em 1961, foi atribuído a Dag Hammarskjöld, secretário-geral das Nações Unidas, morto menos de um mês antes da votação final. No entanto, a proibição de homenagem póstuma possui uma exceção: o Nobel não é cancelado quando o laureado morre depois do anúncio e antes de receber, e isso aconteceu em 1996, quando William Vickrey foi anunciado como o vencedor do prêmio Nobel em economia antes da sua morte. O prêmio Nobel de Medicina laureou em 2011 o canadense Ralph Steinman, morto três dias antes de sua nomeação sem o conhecimento do Conselho. O comitê debateu sobre a premiação de Steinman, já que, em regra, não seria permitida. O comitê decidiu premiar Steinman.

### Tempo de reconhecimento

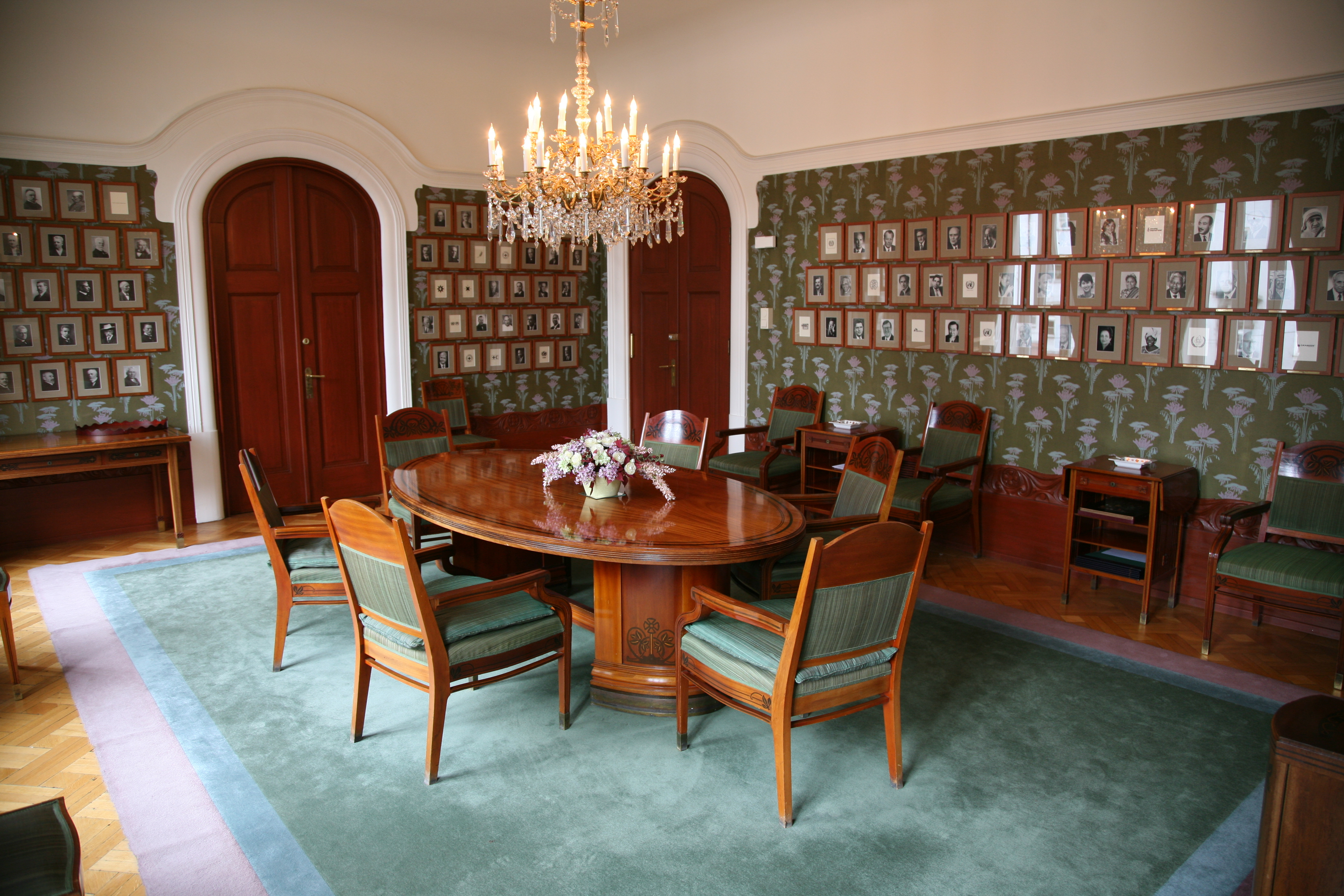
A sala de reunião do Comité Nobel Norueguês

A vontade de Nobel era que os prêmios fossem dados em reconhecimento a descobertas feitas "durante o ano anterior". No início, os prêmios eram dados a descobertas recentes. Entretanto, algumas dessas descobertas foram desacreditadas posteriormente. Por exemplo, Johannes Fibiger ganhou o Nobel de Fisiologia ou Medicina em 1926 devido a descoberta de um parasita que causaria câncer. Para evitar que esse constrangimento aconteça novamente, os prêmios passaram a ser dados a descobertas científicas cada vez mais reconhecidas que resistiram ao teste do tempo. De acordo com Ralf Pettersson, antigo presidente do Comitê do Prêmio Nobel de Fisiologia ou Medicina, "o critério do 'ano anterior' é interpretado pela assembleia do Nobel como o ano em que o impacto completo da descoberta se tornou evidente".
O intervalo entre o prêmio e o feito reconhecido por ele varia de área para área. O Prêmio de Literatura é geralmente dado em reconhecimento pelas obras acumuladas em uma vida de trabalho e não por uma única. O Nobel da Paz também pode ser recebido pelas obras de uma vida, em 2008 por exemplo, o laureado Martti Ahtisaari foi premiado pelo seu trabalho para resolver conflitos internos. Entretanto, eles também podem ser dados por eventos específicos. Por exemplo, Kofi Annan recebeu o Nobel da Paz em 2001, apenas quatro anos depois de se tornar o Secretário-geral das Nações Unidas. Ao mesmo tempo, Yasser Arafat, Yitzhak Rabin, e Shimon Peres receberam o prêmio de 1994, cerca de um ano após terem concluído de forma bem-sucedida os Acordos de Oslo.
Prêmios de física, química e medicina geralmente são dados em uma época em que a descoberta é amplamente aceita. As vezes, isso leva décadas para acontecer. Um exemplo disso é Subrahmanyan Chandrasekhar, que recebeu o prêmio Nobel de Física em 1983 devido aos seus trabalhos sobre evolução e estrutura estelar, feitos na década de 1930. Nem todos os cientistas vivem o suficiente para ter o seu trabalho reconhecido. Algumas descobertas nunca podem ser consideradas para um prêmio se o seu impacto é percebido após a morte de seus descobridores.

## Os prêmios

### A medalha

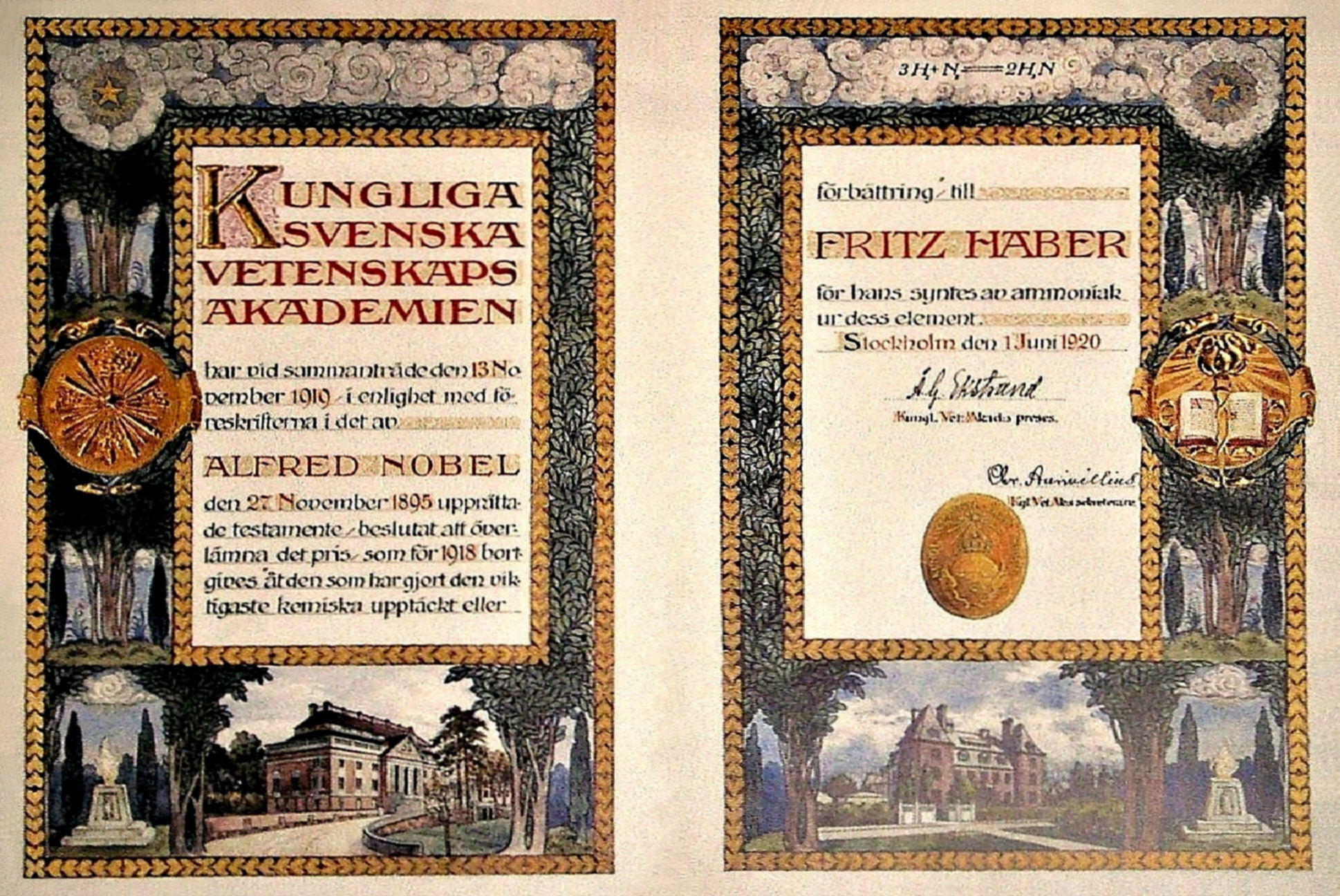
Os laureados recebem uma medalha de ouro junto com um diploma ricamente decorado e um prêmio em dinheiro. A imagem retrata o diploma de química de Fritz Haber (1918), recebido por ele ter desenvolvido um método para sintetizar a amônia

As medalhas do Prêmio Nobel, cunhadas pela Myntverket na Suécia e pela Casa da Moeda da Noruega desde 1902, são marcas registradas da Fundação Nobel.
As medalhas cunhadas na Suécia (as das correspondentes categorias de Física, Química, Fisiologia ou Medicina e Literatura) foram desenhadas pelo escultor e gravador Erik Lindberg com o mesmo anverso: uma imagem de Alfred Nobel do perfil esquerdo, acompanhada de suas datas de nascimento e morte.
Em vez disso, a Medalha da Paz foi conduzida pelo norueguês Gustav Vigeland e para o Bank of Prize Suécia em Ciências Econômicas em Memória de Alfred Nobel, por Gunvor Svensson-Lundqvist. Ambos também têm uma imagem de Alfred Nobel na frente, mas com um design ligeiramente diferente. Na parte de trás, enquanto isso, a medalha do Prêmio Nobel da Paz tem a inscrição em latim "Pro ritmo et fraternitate Gentium" (Para ritmo e da irmandade de nações), enquanto a de economia não tem inscrição.
Para a primeira edição da premiação, em 1901, as medalhas não puderam serem entregue a tempo e, em vez de medalhas temporários foram premiados, também com a efígie de Alfred Nobel, embora fabricados em um metal menos valioso, até que ele pudesse terminar as medalhas finais, no ano seguinte. O atraso na conclusão das medalhas deveu-se ao fato de que cada uma das instituições que concedeu os prêmios teve que aprovar os projetos do reverso, algo que não estava livre de controvérsias. Desde 1902, todas as medalhas mantiveram seus respectivos designs.
Até 1980 todas as medalhas foram cunhadas em ouro de 23 quilates. Desde então, eles foram feitos em ouro verde de 18 quilates revestido com ouro de 24 quilates. Seu peso varia dependendo do ouro, mas cada medalha pesa em média 200 gramas; e seu diâmetro é de 66 milímetros.

### O diploma
Os vencedores recebem um diploma diretamente das mãos do rei da Suécia ou, no caso do Prêmio Nobel da Paz, do presidente do Comitê Nobel Norueguês, na presença do rei da Noruega. Cada diploma tem um design feito especialmente pelas instituições que o concedem, que contém uma imagem e um texto onde o nome do laureado é especificado, assim como o motivo ou motivos da concessão (exceto o Prêmio Nobel da Paz, cujos diplomas nunca incluíram justificativa).

### Quantia
Ao mesmo tempo em que os diplomas são distribuídos, uma importante soma em dinheiro é concedida, cujo valor depende da renda da Fundação Nobel daquele ano. Em 2013, foi de oito milhões de coroas suecas, algo equivalente a, aproximadamente, 758 mil euros. O objetivo desta soma é evitar as preocupações econômicas do laureado, para que ele possa desenvolver melhor seu trabalho futuro, promovendo assim o desenvolvimento da cultura, ciência e tecnologia em todo o mundo. No entanto, não é incomum que os beneficiários escolham doar o dinheiro do prêmio para causas científicas, culturais ou humanitárias.

### Prêmios concedidos
Os seguintes prêmios são concedidos anualmente:
- Nobel de Física (decidido pela Academia Real das Ciências da Suécia)[108]
- Nobel de Química (decidido pela Academia Real das Ciências da Suécia)[109]
- Nobel de Fisiologia ou Medicina (decidido pelo Instituto Karolinska de Medicina)[110]
- Nobel de Literatura (decidido pela Academia Sueca)[111]
- Nobel da Paz (decidido por um comitê designado pelo parlamento norueguês)[112]
- Prêmio do Banco Central da Suécia de Economia em memória de Alfred Nobel (decidido pela Academia Real das Ciências da Suécia)[113]

Em 1991, foi criado o prêmio humorístico satirizando os prêmios Nobel (o IgNobel), fundado por Marc Abrahams, também sem nenhuma ligação com Alfred Nobel. O prémio distingue trabalhos que "primeiro fazem as pessoas rir, e depois as fazem pensar", representando a oportunidade de reunir na Universidade Harvard uma série de cientistas. Existem os Nobéis: da Paz; de Medicina; da Química; da Física; da Matemática; da Nutrição e de outras áreas, variáveis consoantes o tema do trabalho científico "galardoado".

### Ciências Econômicas
Em 1968, o Sveriges Riksbank, o banco central da Suécia, instituiu o "Prêmio de Ciências Econômicas em Memória de Alfred Nobel", geralmente referido como "Prêmio Nobel da Economia" e concedido a partir de 1969, entregue na mesma cerimónia em Estocolmo em conjunto com os demais Prêmios, com excepção do Prémio Nobel da Paz, cuja cerimônia decorre em Oslo.

## As cerimônias de premiação

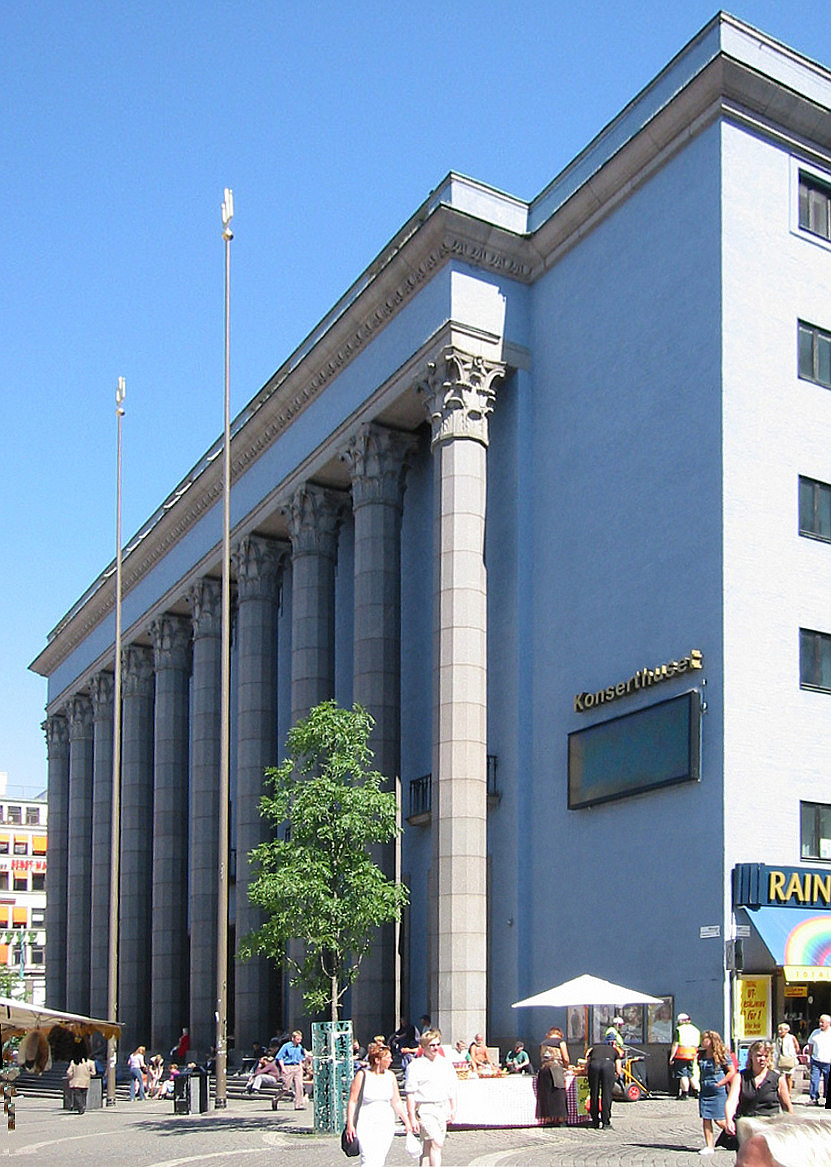
A Sala de Concertos de Estocolmo (Konserthuset Stockholm), onde são realizadas as cerimônias de entrega dos prêmios Nobel de Medicina, Física, Química e Literatura

Com exceção do Prêmio da Paz, os prêmios Nobel são apresentados em Estocolmo, na Suécia, na Cerimônia de Premiação anual em 10 de dezembro, o aniversário da morte de Nobel. As palestras dos destinatários são normalmente realizadas nos dias anteriores à cerimônia de premiação. O Prêmio da Paz e as palestras de seus destinatários são apresentados na Cerimônia de Premiação do Prêmio anual em Oslo, Noruega, geralmente em 10 de dezembro. As cerimônias de premiação e os banquetes associados são tipicamente grandes eventos internacionais. Os prêmios concedidos nas cerimônias da Suécia são realizados na Sala de Concertos de Estocolmo (Konserthuset Stockholm), com o banquete do Nobel seguindo imediatamente na Prefeitura de Estocolmo. A cerimônia do Prêmio Nobel da Paz foi realizada no Instituto Nobel Norueguês (1905-1946), no auditório da Universidade de Oslo (1947-1989), e na Prefeitura de Oslo (1990-presente).
O destaque da Cerimônia de Premiação do Prêmio Nobel em Estocolmo ocorre quando cada ganhador do Prêmio Nobel dá um passo à frente para receber o prêmio das mãos do Rei da Suécia. Em Oslo, o presidente do comitê norueguês do Nobel apresenta o Prêmio Nobel da Paz na presença do rei da Noruega. A princípio, o rei Oscar II não aprovou a concessão de grandes prêmios a estrangeiros. Dizem que ele mudou de ideia quando sua atenção foi atraída para o valor publicitário dos prêmios para a Suécia.

### Banquete
Após a cerimônia de premiação na Suécia, um banquete é realizado no Salão Azul na Prefeitura de Estocolmo, que é frequentada pela Família Real Sueca e cerca de 1 300 convidados. O banquete do Prêmio Nobel da Paz é realizado na Noruega, no Oslo Grand Hotel, após a cerimônia de premiação. Além do laureado, os convidados incluem o Presidente do Storting, o primeiro-ministro sueco e, desde 2006, o rei e a rainha da Noruega. No total, cerca de 250 convidados comparecem.

### Discurso
De acordo com os estatutos da Fundação Nobel, cada laureado é obrigado a dar um discurso público sobre um assunto relacionado ao tema de seu prêmio. O discurso do Nobel como um gênero retórico levou décadas para chegar ao formato atual. Esses discursos ocorrem normalmente durante a semana do Nobel (a semana que antecede a cerimônia de premiação e o banquete, que começa com os laureados chegando a Estocolmo e normalmente termina com o banquete do Nobel), mas isso não é obrigatório. O laureado só é obrigado a dar o discurso dentro de seis meses após receber o prêmio. Alguns aconteceram até mais tarde. Por exemplo, o Presidente dos Estados Unidos Theodore Roosevelt recebeu o Prêmio da Paz em 1906, mas deu seu discurso em 1910, após concluir seu mandato. Os discursos são organizados pela mesma associação que selecionou os laureados.

## Controvérsias
Entre outras críticas, os comitês do Nobel foram acusados de ter uma agenda política e de omitir candidatos mais merecedores. Eles também foram acusados de eurocentrismo, especialmente para o Prêmio de Literatura.

### Prêmio da Paz
Entre os Prêmios Nobel da Paz mais criticados está o de Henry Kissinger e Lê Đức Thọ. Isso levou à renúncia de dois membros do Comitê Nobel da Noruega. Kissinger e Thọ receberam o prêmio pela negociação de um cessar-fogo entre o Vietnã do Norte e os Estados Unidos em janeiro de 1973. No entanto, quando o prêmio foi anunciado, os dois lados ainda estavam envolvidos em hostilidades. Críticos simpáticos ao Norte anunciaram que Kissinger não era um pacificador, mas o oposto, responsável por ampliar a guerra. Aqueles hostis ao Norte e que consideraram suas práticas enganosas durante as negociações foram privados de uma chance de criticar Lê Đức Thọ, como ele recusou o prêmio.
Yasser Arafat, Shimon Peres e Yitzhak Rabin receberam o Prêmio da Paz em 1994 por seus esforços em fazer a paz entre Israel e a Palestina. Imediatamente após o anúncio do prêmio, um dos cinco membros do Comitê Nobel norueguês denunciou Arafat como terrorista e renunciou. Preocupações adicionais sobre Arafat foram amplamente expressas em vários jornais.
Outro controverso Prêmio da Paz foi o concedido a Barack Obama em 2009. As indicações fecharam apenas onze dias depois que Obama assumiu o cargo de presidente dos Estados Unidos, mas a avaliação real ocorreu nos oito meses seguintes. O próprio Obama declarou que não se sentia merecedor do prêmio, ou digno de ser incluído na mesma posição que os ganhadores anteriores. Os ganhadores do Prêmio da Paz no passado ficaram divididos, alguns dizendo que Obama mereceu o prêmio, e outros dizendo que ele não havia garantido as conquistas para ainda merecer tal elogio. O prêmio de Obama, junto com os anteriores prêmios de paz para Jimmy Carter e Al Gore, também provocaram acusações de um viés de esquerda.
O Nobel da Paz de 2019, Abiy Ahmed Ali, foi acusado, dois anos depois de receber o prêmio de liderar um massacre étnico no país.

### Prêmio de Literatura
A entrega do Prêmio Literário de 2004 a Elfriede Jelinek atraiu um protesto de um membro da Academia Sueca, Knut Ahnlund. Ahnlund renunciou, alegando que a seleção de Jelinek havia causado "danos irreparáveis a todas as forças progressistas, mas também confundiu a visão geral da literatura como uma arte". Ele alegou que as obras de Jelinek eram "uma massa de texto unida sem estrutura artística". O Prêmio de Literatura de 2009 para Herta Müller também gerou críticas. Segundo o The Washington Post, muitos críticos e professores literários norte-americanos ignoravam seu trabalho. Isso fez com que esses críticos achassem que os prêmios eram eurocêntricos demais.

#### Escândalo sexual
Em 2018, o prêmio Nobel de Literatura não foi concedido e a decisão tomada pela Academia Sueca foi de entregar dois prêmios Nobel de literatura no ano seguinte. A decisão ocorreu devido a um escândalo que havia começado em novembro de 2017, quando o jornal sueco Dagens Nyheter noticiou que dezoito mulheres teriam sido assediadas e abusadas sexualmente pelo fotógrafo francês Jean-Claude Arnault. Arnault é uma figura importante no meio cultural sueco e que possuía relações muito próximas com a academia, é casado com a poetisa Katarina Frostenson, uma de seus membros, e o jornal noticiou que os abusos sexuais haviam ocorrido em imóveis de propriedade da Academia durante vinte anos, além disso, ele foi acusado de vazar informações sobre os ganhadores do prêmio sete vezes, desde 1996.
A Academia decidiu cortar suas relações com Arnault e determinou uma auditoria sobre suas relações com a instituição. O escândalo também resultou na renuncia de sete membros da Academia (de um total de 18), incluindo a secretária permanente, Sara Danius, que foi substituída no cargo por Anders Olsson, a renúncia de Danius como membro da academia foi oficializada em 26 de fevereiro de 2019. Para explicar a decisão de não conceder nenhum prêmio em 2018, Olsson fez a seguinte declaração: "Nós achamos necessário dedicar um tempo para reconquistar a confiança do público na Academia antes que o próximo vencedor possa ser anunciado". Em janeiro, Katarina Frostenson renunciou depois que foi comprovado em um inquérito da Academia que ela havia vazado os nomes dos vencedores do prêmio.

### Prêmio de Medicina
Em 1949, o neurologista António Egas Moniz recebeu o Nobel de Fisiologia ou Medicina pelo desenvolvimento da leucotomia pré-frontal. No ano anterior, o Dr. Walter Freeman desenvolveu uma versão do procedimento que era mais rápida e mais fácil de realizar. Devido em parte à publicidade em torno do procedimento original, o procedimento de Freeman foi prescrito sem a devida consideração ou consideração pela ética médica moderna. Endossada por publicações influentes como o New England Journal of Medicine, a leucotomia ou "lobotomia" tornou-se tão popular que cerca de cinco mil lobotomias foram realizadas nos Estados Unidos nos três anos imediatamente após o recebimento do Prêmio por Moniz.

### Realizações negligenciadas
O comitê norueguês do Nobel confirmou que Mahatma Gandhi foi indicado ao Prêmio da Paz em 1937-39, em 1947, e poucos dias antes de ser assassinado em janeiro de 1948. Mais tarde, membros do Comitê Nobel norueguês expressaram pesar por Gandhi não receber o prêmio. Geir Lundestad, secretário do Comitê Nobel norueguês em 2006, disse: "A maior omissão em nossos 106 anos de história é, sem dúvida, que Mahatma Gandhi nunca recebeu o prêmio Nobel da Paz. Gandhi poderia prescindir do prêmio Nobel da Paz. Se o comitê do Nobel não pode prescindir Gandhi é a questão". Em 1948, o ano da morte de Gandhi, o comitê do Nobel se recusou a conceder um prêmio alegando que "não havia nenhum candidato vivo adequado" naquele ano. Mais tarde, quando o 14º Dalai Lama recebeu o Prêmio da Paz em 1989, o presidente do comitê disse que isso era "em parte um tributo à memória de Mahatma Gandhi". Outros indivíduos de alto perfil, com contribuições amplamente reconhecidas para a paz, ficaram de fora. A Foreign Policy lista Eleanor Roosevelt, Václav Havel, Ken Saro-Wiwa, Sari Nusseibeh e Corazon Aquino como pessoas que "nunca ganharam o prêmio, mas deveriam tê-lo".
O Prêmio de Literatura também possui omissões controversas. Adam Kirsch sugeriu que muitos escritores notáveis perderam o prêmio por razões políticas ou extraliterárias. O foco pesado em autores europeus e suecos tem sido alvo de críticas. A natureza eurocêntrica do prêmio foi reconhecida por Peter Englund, o Secretário Permanente de 2009 da Academia Sueca, como um problema com o prêmio e foi atribuída à tendência da academia de se relacionar mais com autores europeus. Esta tendência para autores europeus ainda deixa alguns escritores do continente em uma lista de escritores notáveis que foram negligenciados para o Prêmio de Literatura, entre eles estão Leo Tolstoy, Anton Chekhov, J.R.R. Tolkien, Émile Zola, Marcel Proust, Vladimir Nabokov, James Joyce, August Strindberg, Simon Vestdijk e Karel Čapek. Entre os escritores do Novo Mundo estão Jorge Luis Borges, Ezra Pound, John Updike, Arthur Miller, Mark Twain, Machado de Assis, Jorge de Lima, Guimarães Rosa, Carlos Drummond de Andrade e Lygia Fagundes Telles. Chinua Achebe, da África, também foi negligenciado.
Os candidatos podem receber várias indicações no mesmo ano. Gaston Ramon recebeu um total de 155 nomeações em fisiologia ou medicina de 1930 a 1953, o último ano com dados públicos de indicação para o prêmio a partir de 2016. Ele morreu em 1963 sem ser premiado. Pierre Paul Émile Roux recebeu 115 indicações em fisiologia ou medicina, e Arnold Sommerfeld recebeu 84 em física. Estes são os três cientistas mais indicados sem prêmios nos dados publicados a partir de 2016. Otto Stern recebeu 79 indicações em física entre 1925-1943 antes de ser premiado em 1943.
A regra estrita contra a concessão de um prêmio a mais de três pessoas também é controversa. Quando um prêmio é concedido para reconhecer uma conquista por uma equipe de mais de três colaboradores, um ou mais perderão. Por exemplo, em 2002, o prêmio foi concedido a Koichi Tanaka e John Fenn pelo desenvolvimento da espectrometria de massa em química de proteínas, um prêmio que não reconhecia as conquistas de Franz Hillenkamp e Michael Karas, do Instituto de Química Física e Teórica, no Universidade de Frankfurt. De acordo com um dos nomeados para o prêmio em física, o limite de três pessoas privou ele e dois outros membros de sua equipe da honra em 2013: a equipe de Carl Hagen, Gerald Guralnik e Tom Kibble publicou um trabalho em 1964 que deu respostas a como o cosmos começou, mas não compartilharam o Prêmio de Física 2013 concedido a Peter Higgs e François Englert, que também publicaram artigos em 1964 sobre o assunto. Todos os cinco físicos chegaram à mesma conclusão, embora de diferentes ângulos. Hagen afirma que uma solução equitativa é abandonar a restrição do limites de três pessoas, ou expandir o período de tempo de reconhecimento de uma dada realização para dois anos.
Da mesma forma, a proibição de prêmios póstumos não reconhece as realizações de um indivíduo ou colaborador que morre antes de o prêmio ser concedido. O Prêmio de Economia não foi concedido a Fischer Black, que morreu em 1995, quando seu co-autor Myron Scholes recebeu a honra em 1997 pelo seu trabalho de referência sobre precificação de opções, juntamente com Robert C. Merton, outro pioneiro no desenvolvimento de avaliação de estoque opções. No anúncio do prêmio naquele ano, o comitê do Nobel mencionou proeminentemente o papel chave de Black.
O subterfúgio político também pode negar o devido reconhecimento. Lise Meitner e Fritz Strassmann, que co-descobriram a fissão nuclear junto com Otto Hahn, podem ter sido negados uma parte do Prêmio Nobel de Química de Hahn em 1944 por terem fugido da Alemanha quando os nazistas chegaram ao poder. Os papéis de Meitner e Strassmann na pesquisa não foram plenamente reconhecidos até anos depois, quando se juntaram a Hahn para receber o Prêmio Enrico Fermi de 1966.

### Ênfase em descobertas sobre invenções
Alfred Nobel deixou sua fortuna para financiar prêmios anuais a serem concedidos "àqueles que, no ano anterior, teriam conferido o maior benefício à humanidade". Ele declarou que os Prêmios Nobel em Física deveriam ser dados "à pessoa que tiver feito a "descoberta" ou "invenção" mais importante dentro do campo da física." O Nobel não enfatizou as descobertas, mas elas têm sido historicamente mantidas em maior respeito pelo Comitê do Prêmio Nobel do que as invenções: 77% dos prêmios de Física foram dados às descobertas, comparados com apenas 23% das invenções. Christoph Bartneck e Matthias Rauterberg, em artigos publicados na revista Nature and Technoetic Arts, argumentaram que essa ênfase nas descobertas afastou o Prêmio Nobel de sua intenção original de recompensar a maior contribuição para a sociedade.

### Disparidade de gênero
Em termos dos prêmios mais prestigiados nos campos da ciência, tecnologia, engenharia e matemática, apenas uma pequena proporção foi atribuída às mulheres. Dos 210 laureados em Física, 181 em Química e 216 em Medicina, houve apenas três laureadas em física, cinco em química e 12 em medicina entre 1901 e 2018. Os fatores que contribuem para a discrepância entre as mulheres premiadas nessas campos e a razão sexual humana são: os prêmios Nobel geralmente são dados décadas após a conclusão das pesquisas (refletindo uma época em que o viés de gênero era maior), existem mais homens do que mulheres em atividade nesses campos, os atrasos na entrega dos prêmios para as mulheres fazem a longevidade ser um fator mais importante para elas e uma tendência em omitir as mulheres em prêmios Nobel conjuntos.

## Recusas e restrições
Dois laureados recusaram voluntariamente o Prêmio Nobel. Em 1964, Jean-Paul Sartre recebeu o Prêmio de Literatura, mas recusou, afirmando: "Um escritor deve se recusar a se transformar em instituição, mesmo que seja da forma mais honrosa". Lê Đức Thọ, escolhido para o Prêmio da Paz de 1973 por seu papel nos Acordos de Paz de Paris, recusou, afirmando que não havia paz no Vietnã.
Durante a Alemanha Nazista, o ditador Adolf Hitler impediu os alemães Richard Kuhn (Nobel de Química, 1938), Adolf Butenandt (Nobel de Química, 1939) e Gerhard Domagk (Nobel de Fisiologia ou Medicina, 1939) de aceitarem o prêmio. Todos eles puderam receber seus diplomas e medalhas de ouro após a Segunda Guerra Mundial, mas não puderam receber o prêmio em dinheiro. Em 1958, Boris Pasternak recusou seu prêmio de literatura devido ao medo do que o governo da União Soviética poderia fazer se viajasse para Estocolmo para aceitar seu prêmio. Em troca, a Academia Sueca recusou sua recusa, dizendo "essa recusa, é claro, de forma alguma altera a validade do prêmio". A Academia anunciou com pesar que a apresentação do Prêmio de Literatura não pudesse ocorrer naquele ano, até 1989, quando o filho de Pasternak aceitou o prêmio em seu nome.
Três pessoas foram laureadas durante uma prisão: Aung San Suu Kyi recebeu o Prêmio Nobel da Paz em 1991, mas seus filhos aceitaram o prêmio em seu nome porque ela foi colocada em prisão domiciliar em Mianmar; Suu Kyi proferiu seu discurso duas décadas depois, em 2012. Ela foi a única laureada a quem foi aceito o direito de um representante receber o prêmio em seu nome. Duas pessoas não puderam receber o prêmio em vida, sendo elas, Carl von Ossietzky, que recebeu o Prêmio Nobel da Paz em 1935 enquanto ele estava preso na Alemanha como prisioneiro político desde 1933, e Liu Xiaobo, que recebeu o Prêmio Nobel da Paz em 2010, enquanto ele e sua esposa estavam em prisão na China.

#### Livros
- Abrams, Irwin (2001). The Nobel Peace Prize and the Laureates. Nantucket: Watson Publishing International. ISBN 0-88135-388-4
- Aleklett, Kjell (2012). Peeking at Peak Oil. Uppsala: Springer Science & Business Media. ISBN 9781461434245
- Browning, Larry; Morris; George H. (2012). Stories of Life in the Workplace: An Open Architecture for Organizational Narratology. Nova Iorque: Taylor & Francis. ISBN 9781136510946
- Crawford, Elizabeth T (1984). The Beginnings of the Nobel Institution: The Science Prizes, 1901-1915 1ª ed. Paris: Cambridge University Press. ISBN 9780521347471
- Feldman, Burton (2001). The Nobel prize: a history of genius, controversy, and prestige. Estados Unidos: Arcade Publishing. ISBN 9781559705929
- Friedman, Robert M. (2002). The politics of excellence, beyond the nobel prize. Nova Iorque: W H Freeman & Co. ISBN 9780716731030
- Leroy, Francis (2003). A century of Nobel Prizes recipients: chemistry, physics, and medicine. Espanha: CRC Press. ISBN 9780824708764
- Levinovitz, Agneta W. (2001). The Nobel Prize: The First 100 Years. Estocolmo: World Scientific Publishing. ISBN 9789810246655
- Miranda, Ulrika Junker; Hallberg; Anne (2007). Bonniers uppslagsbok (em sueco). Estocolmo: Albert Bonniers Förlag. ISBN 91-0-011462-6
- Rose, Hilary (1994). Love, Power, and Knowledge: Towards a Feminist Transformation of the Sciences. Cambridge: Indiana University Press. ISBN 9780253209078
- Shalev, Baruch Aba (2002). 100 Years of Nobel Prizes 3ª ed. Los Angeles: The Americas Group. ISBN 9780935047370
- Sohlman, Ragnar (1983). The legacy of Alfred Nobel: the story behind the Nobel prizes. Londres: The Nobel Foundation
- Wilhelm, Peter (1983). The Nobel Prize. Estados Unidos: Springwood Books. ISBN 9780862541118

#### Periódicos
- Bartneck, Christoph; Rauterberg, Matthias (2007). «Physics Nobels should favour inventions». Nature. 448 (7154)
- Bartneck, Christoph; Rauterberg, Matthias (2008). «The asymmetry between discoveries and inventions in the Nobel Prize in Physics». Technoetic Arts: A Journal of Speculative Research. 6
- Breithaupt, Holger (2001). «The Nobel Prizes in the new century». EMBO Reports. 2 (2). PMC 1083830. PMID 11258715. doi:10.1093/embo-reports/kve034
- Chemistry, Nature (2009). «A nobel prize». Nature Chemistry. 1 (7). PMID 21378920. doi:10.1038/nchem.372
- Crawford, Elisabeth (1997). «A Nobel Tale of Postwar Injustice». Physics Today. 50 (9)
- Gingras, Yves; Wallace, Matthew L. (2010). «Why it has become more difficult to predict Nobel Prize winners». Scientometrics. 82 (2). arXiv:0808.2517. doi:10.1007/s11192-009-0035-9
- Hillebrand, Claus D. (2002). «Nobel Century: a biographical analysis of physics laureates». Interdisciplinary Science Reviews (2): 87-93
- Salazar, Philippe-Joseph (2009). «Nobel Rhetoric, Or Petrarch's Pendulum». Philosophy and Rhetoric. 42 (4). ISSN 0031-8213. doi:10.1353/par.0.0045
- Pederson, Thoru (2006). «Reflections on the prize of prizes: Alfred Nobel». The FASEB Journal. 20 (13). ISSN 0892-6638. doi:10.1096/fj.06-1102ufm
- Vishveshwara, S. (2000). «Leaves from an unwritten diary: S. Chandrasekhar, Reminiscences and Reflections» (PDF). Current Science. 78 (8)